# Unwin Radar

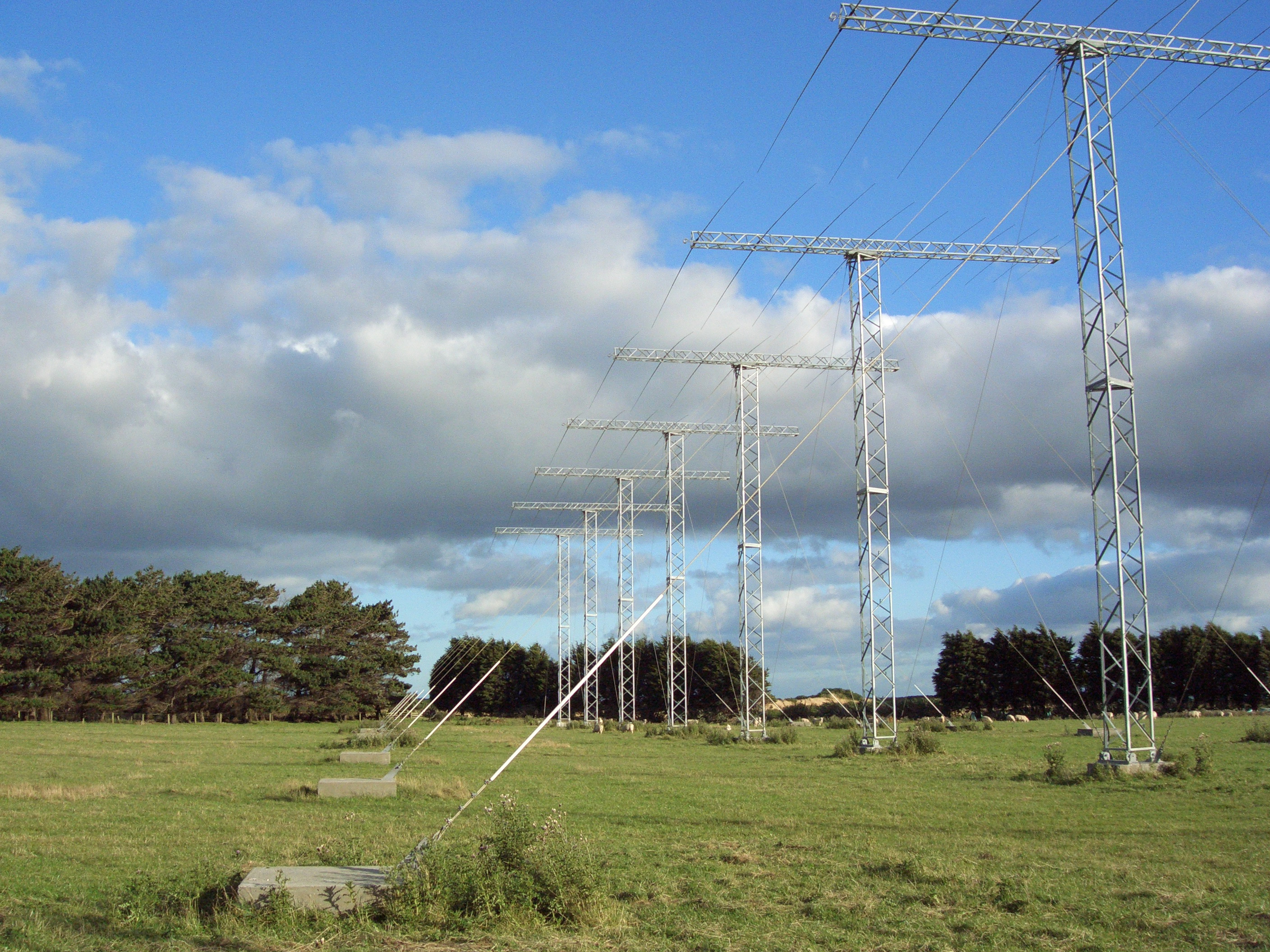
Teil der Unwin Radar-Anlage

Das Unwin Radar ist eine Radar-Antennenanlage im Einzugsgebiet der Stadt Invercargill am südlichen Ende der Südinsel von Neuseeland. Die Anlage ist seit 2020 nicht mehr in Betrieb.

## Geographie
Die Antennenanlage befindet sich auf einem rund 3 Hektar großen Grundstück, rund 11 km südsüdöstlich des Stadtzentrums von Invercargill entfernt und rund 9,8 km nordnordöstlich von Bluff. Das New River Estuary ist rund 2,3 km in nordwestlicher Richtung zu finden und auf halber Strecke dazu führt der New Zealand State Highway 1 vorbei, der hier Bluff mit Invercarcill verbindet. Von ihm aus ist das Grundstück der Antennenanlage zu erreichen.

## Geschichte
Am 11. Februar 2005 wurde mit der Antennenanlage ein neues Polarlicht-Radar des Super Dual Auroral Radar Network (SuperDARN) als Teil des Tasman International Geospace Environmental Radar (TIGER) offiziell eröffnet. Die Radaranlage wurde von der La Trobe University in Melbourne, Australien als Forschungsprojekt betrieben. Mit dem Unwin Radar, das nach dem neuseeländischen Wissenschaftler und Pionier der Polarlicht-Radarforschung Bob Unwin (1918–1996) benannt und von ihm entwickelt wurde, reihte sich in Neuseeland in eine Reihe von Polarlichtforschungen mittels Radaren ein, die zunächst für das Internationale Geophysikalische Jahr 1957 auf dem Bluff Hill, in der Nähe von Invercargill und in den darauf folgenden Jahren am Slope Point, dem südlichsten Punkt der Südinsel, errichtet und betrieben wurden.
In dem SuperDARN-Netzwerk wurde ein Radar auf Bruny Island, südöstlich der Insel von Tasmanien, bereits schon im Jahr 1999 betrieben, während die Sendeanlage zum westlichen Rand der Awarua Plains hin erst 2004 errichtet wurde.
Seit Anfang 2020 ging die Antennenanlage nach einem Defekt nicht mehr in Betrieb. John Devlin, der emeritierte Professor der La Trobe University und Leiter des (TIGER)-Konsortiums, zu dem das Unwin-Radar gehörte, sagte: „Man habe beschlossen das Radar zu schließen, weil Mitarbeiter in den Ruhestand gingen und die Radare nicht mehr in Betrieb seien“. Die Lizenz, die der La Trobe University seinerzeit für den Betrieb der Anlage erteilt wurde, endete am 31. Dezember 2023. Bis zu diesem Termin hätte die Anlage eigentlich abgebaut sein müssen. Doch es scheint eine Reihe von Gruppen in Neuseeland zu geben, die an einer Erhaltung der Radaranlage interessiert sind. Eine letztendliche Entscheidung über einen Weiterbetrieb der Anlage oder deren Abbau steht noch aus.

## Radaranlage

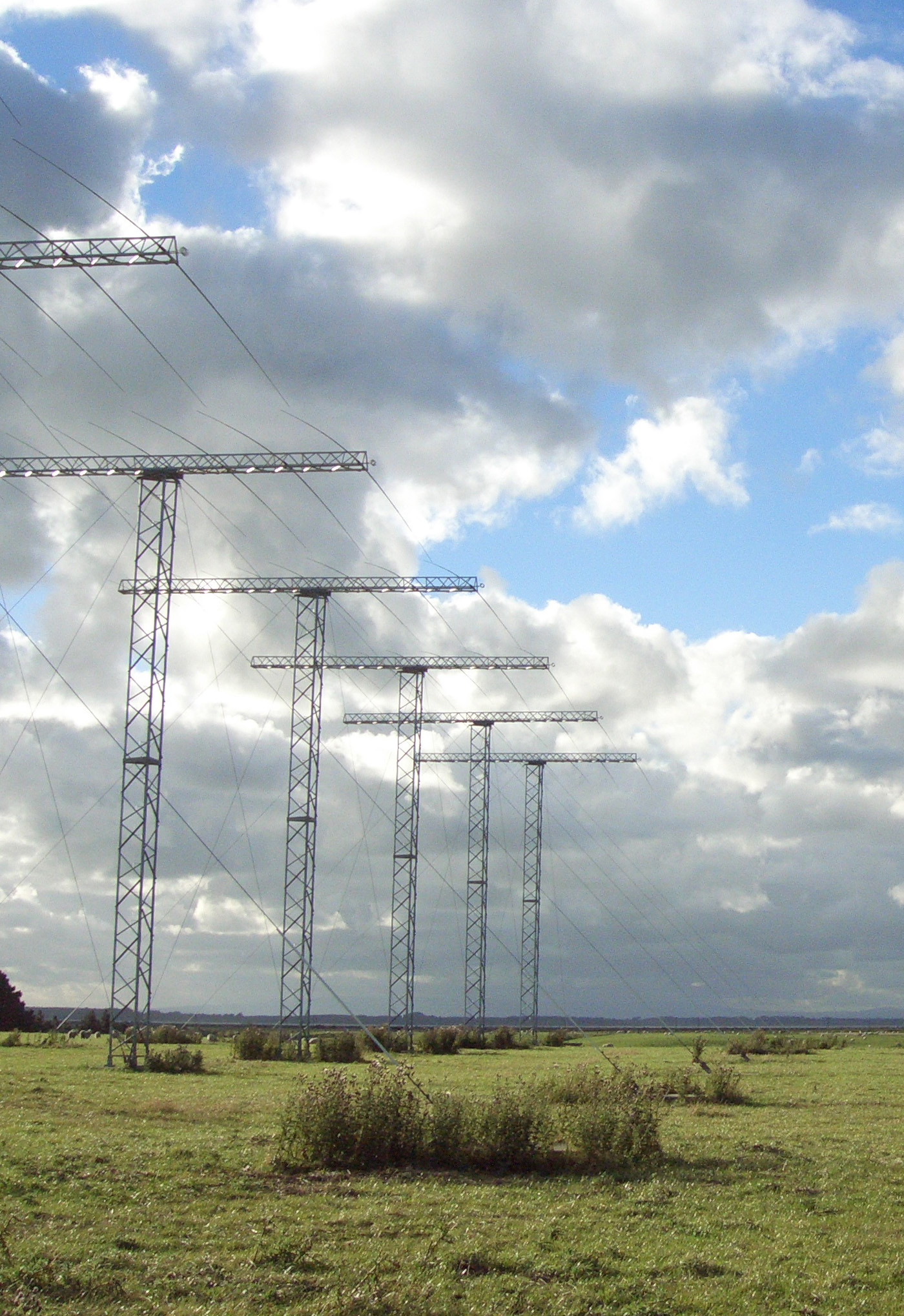
Teil der Unwin Radar-Anlage

Die mit 20 Antennen und einer Gerätehütte mit einer Kommunikationsschüssel bestückte Radaranlage wurde über eine Fläche von 250 m × 120 m errichtet. 16 dieser Antennen bilden die Hauptgruppe und wurden für den Senden und Empfangen von Signalen verwendet. Aufgrund der ausgezeichneten geophysikalischen Lage des TIGER-Unwin-Radars ergaben sich einzigartige Möglichkeiten zur Untersuchung von Prozessen wie der Aurora Australis und verwandter Phänomenen, die in der Ionosphäre (100 bis 300 km) über der Erde auftreten.